# Władimir Rubaszkin

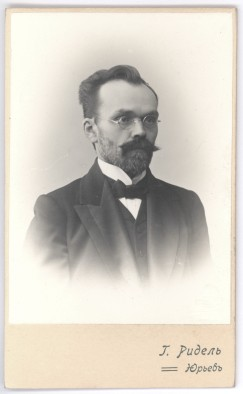
Władimir Rubaszkin

Władimir Jakowlewicz Rubaszkin (ros. Владимир Яковлевич Рубашкин, ur. 5 kwietnia?/17 kwietnia 1876 w Nowoczerkasku, zm. 24 czerwca 1932 w Charkowie) – rosyjski histolog.
Studiował medycynę na Wojskowej Akademii Medycznej w Sankt Petersburgu. Pracował w laboratorium fizjologicznym Iwana Pawłowa i histologicznym u Aleksandra Maksimowa. W 1905 roku zwiedził Stację Zoologiczną w Neapolu. Następnie prowadził żeńskie kursy medyczne na Uniwersytecie Jurjewskim: wykładał anatomię porównawczą, embriologię, histologię. Od 1918 na katedrze Uniwersytetu w Charkowie. W 1920 roku organizował katedrę Kubańskiego Medycznego Uniwersytetu w Krasnodarze. Od 1923 dyrektor Ukraińskiego Instytutu Protozoologii.
Był autorem podręcznika histologii. Interesował się przede wszystkim histologią ośrodkowego układu nerwowego. Jedna z metod przygotowywania preparatów histologicznych nazywana jest w Rosji metodą Rubaszkina-Maksimowa (ros. Рубашкина-Максимова способ).

## Wybrane prace
- К учению о строении невроглии и эпендимы. Дисс, СПб, 1903
- Ueber die Beziehungen des Nervus trigeminus zur Riechschleimhaut. Anatomischer Anzeiger 22, ss. 407-415, 1902/1903
- Zur Morphologie des Gehirns der Amphibien[7]. 1903
- Studien über Neuroglia. Archiv für mikroskopische  Anatomie 74, ss. 575-626, 4 pl., 1904
- Reifungs- und Befruchtungsprozesse des Meerschweincheneies. Anatomische Hefte 29, ss. 507-553, 5 pl., 1905
- Von den Kanälen des Drüsenepithels. Anatomischer Anzeiger 29, ss. 209-216, 1906
- Veränderungen der Eier in zugrunde gehenden Graafschen Follikeln. Anatomische Hefte 32, ss. 255-278, 2 pl., 1906/1907
- Erste Auftreten und Migration der Keimzellen bei Vögelembryonen. Anatomische Hefte 35, ss. 241-261, 3 pl., 1907
- Ueber die morphologischen Veränderungen der Pankreaszellen unter der Einwirkung verschiedenartiger Reize. Archiv für mikroskopische  Anatomie 74, ss. 68-104, 3 pl., 1909
- Ueber die Urgeschlechtszellen bei Säugetieren. Anatomische Hefte 39, ss. 603-652, 6 pl., 1909
- Chondriosomen und Differenzierungsprozesse bei Säugetierembryonen. Anatomische Hefte  41, ss. 399-431, 4 pl., 1910
- Lehre von Keimbahn bei Säugetieren: Entwickelung der Keimdrüsen. Anatomische Hefte 46, ss. 343-408, 6 pl., 1912/1913
- Кровяные группы, М.–Л., 1929
- Основы гистологии и гистогенеза человека, ч. 1–2, М.–Л., 1931/1933